# Tapinoma sessile
Tapinoma sessile är en myrart som först beskrevs av Thomas Say 1836.  Tapinoma sessile ingår i släktet Tapinoma och familjen myror. Inga underarter finns listade i Catalogue of Life.

## Bildgalleri

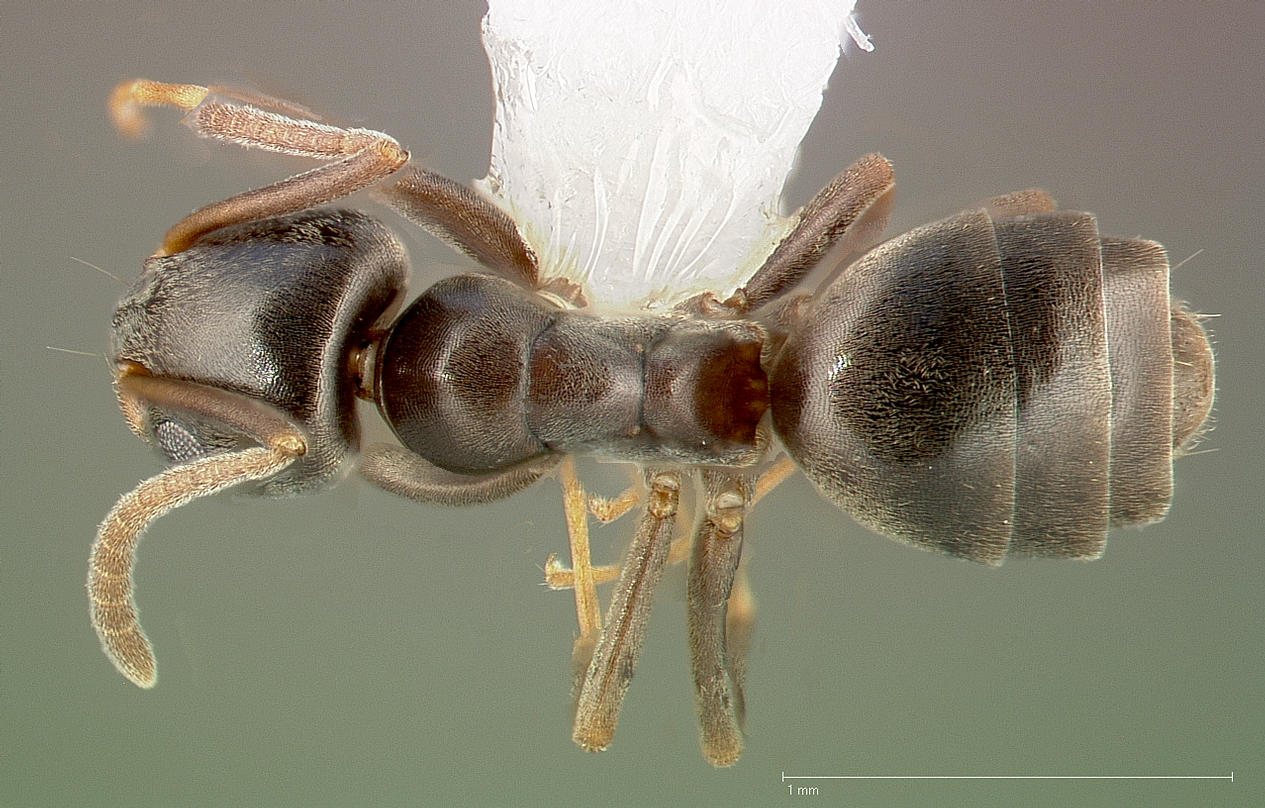
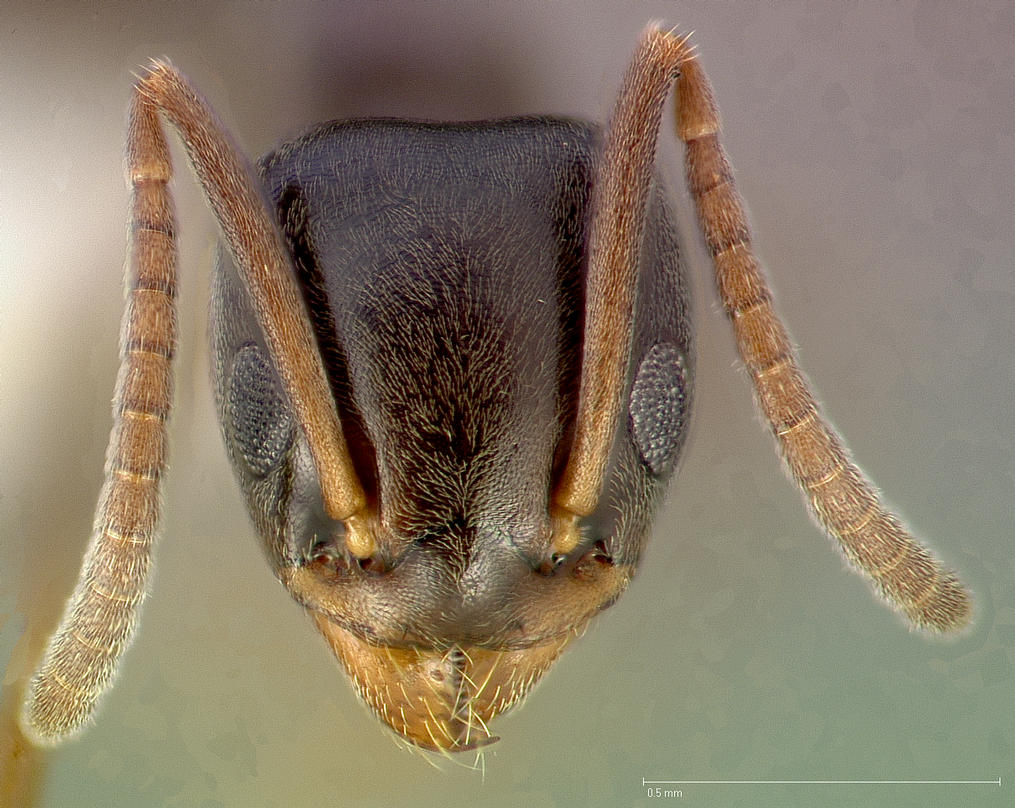
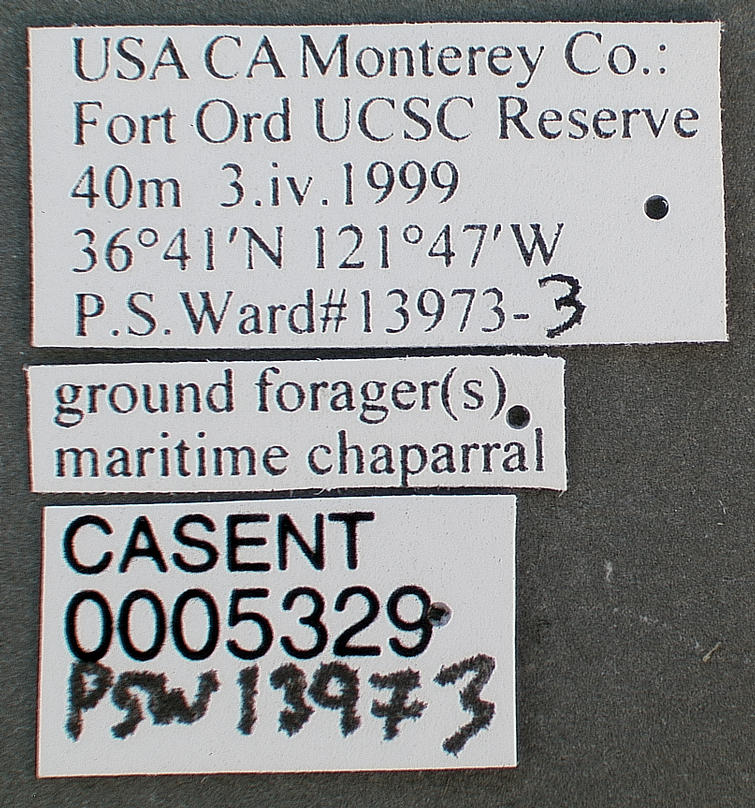
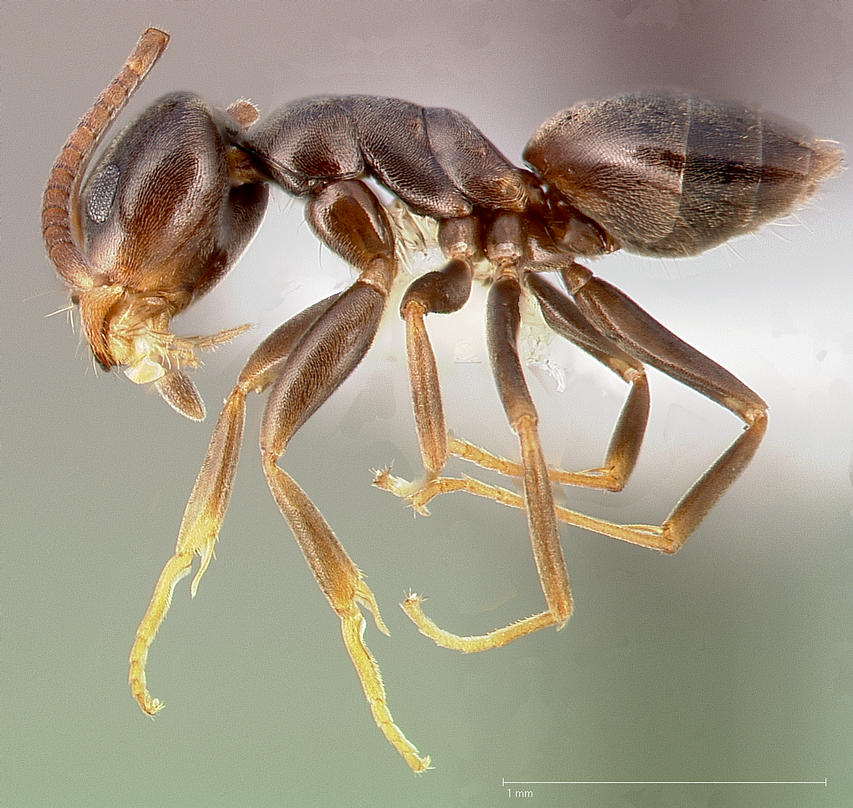
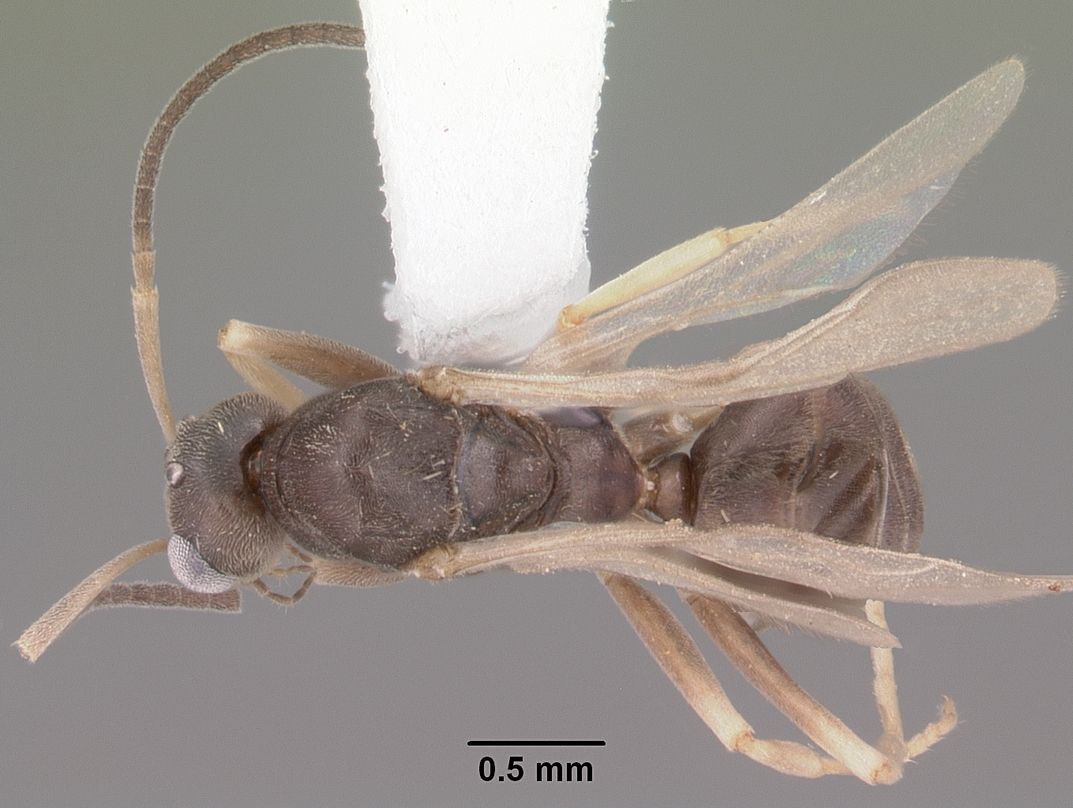
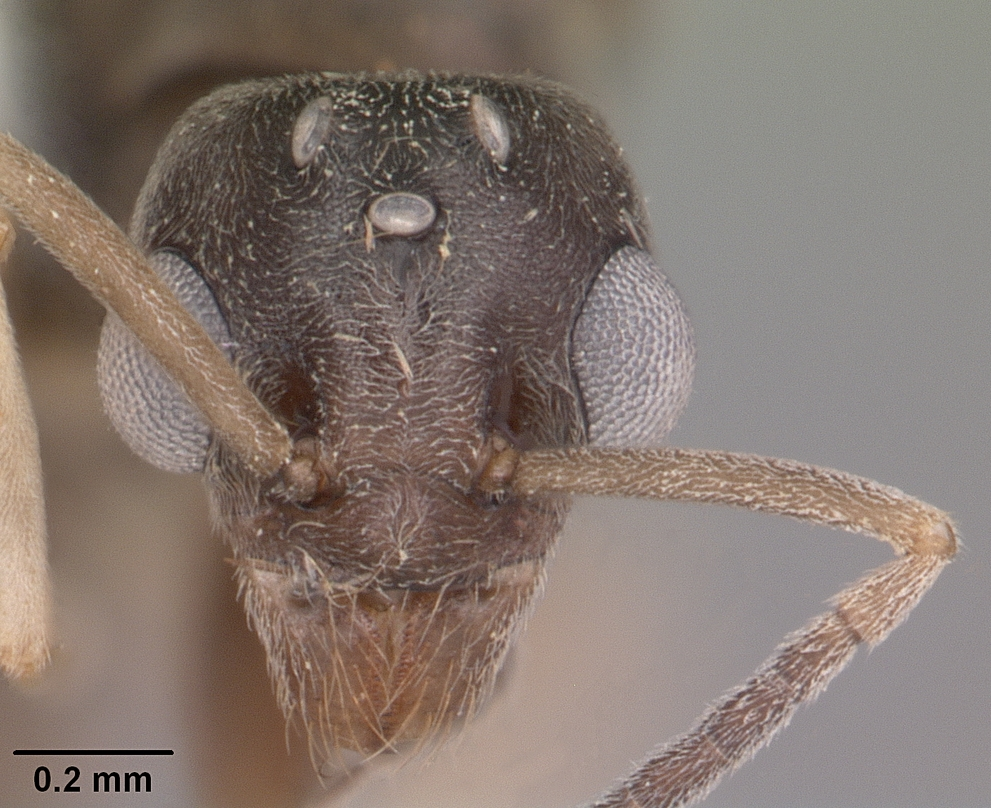